# Red Star Line
La Red Star Line fue una empresa naviera fundada en 1871 como una empresa conjunta entre la International Navigation Company de Filadelfia, que también dirigía la American Line y la Société Anonyme de Navigation Belgo-Américaine. Sus principales puertos de escala fueron Amberes en Bélgica, Liverpool y Southampton en Gran Bretaña, y Nueva York y Filadelfia en Estados Unidos.

## Historia
La compañía fue fundada por Clement Griscom, quien la dirigió desde su fundación hasta que la International Mercantile Marine Co. se hizo cargo de ella en 1902. Red Star Line sobrevivió a la crisis financiera de IMM en 1915. En la década de 1930, la Red Star fue parte de la Arnold Bernstein Line.
La compañía se declaró en bancarrota en 1934, y funcionó hasta que dejó de operar en 1935. Sus activos fueron finalmente vendidos a la Holland America Line.

## Buques
- Berlín (1874). Fletado de American Line para siete viajes entre 1895 y 1898.
- Belgenland (1878). Vendido a propietarios italianos en 1905 y rebautizado como Venere.
- Conemaugh (1882). Construido por Bartram, Haswell & Co de Sunderland como Sacrobosco. Comprado en 1890 después del salvamento. 1897 transferido a la ruta Nueva York - Seattle, 1904 desapareció en el mar.
- Cambroman (1892). Construido por Laird Brothers, Birkenhead. Fletado de Dominion Line para cuatro viajes en 1907.
- Kroonland Desguazado en 1927

- Finland (1902). Desguazado en 1928.

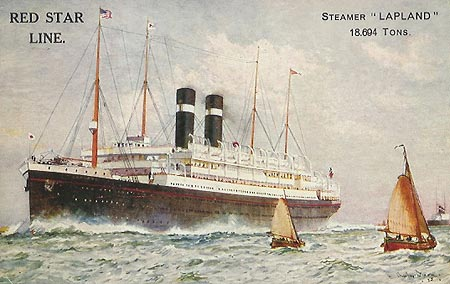
Postal del

- SS Lapland. Botado en 1908 y deguazado en Osaka en 1934
- Belgenland (1914). Completado como barco de tropas Belgic para White Star Line. Transferido a Panama Pacific Line, renombrado Columbia.
- Westerland. Botado como Regina para Dominion Line vendido en 1929 a Red Star Line usado en la Segunda Guerra Mundial.

## Patrimonio

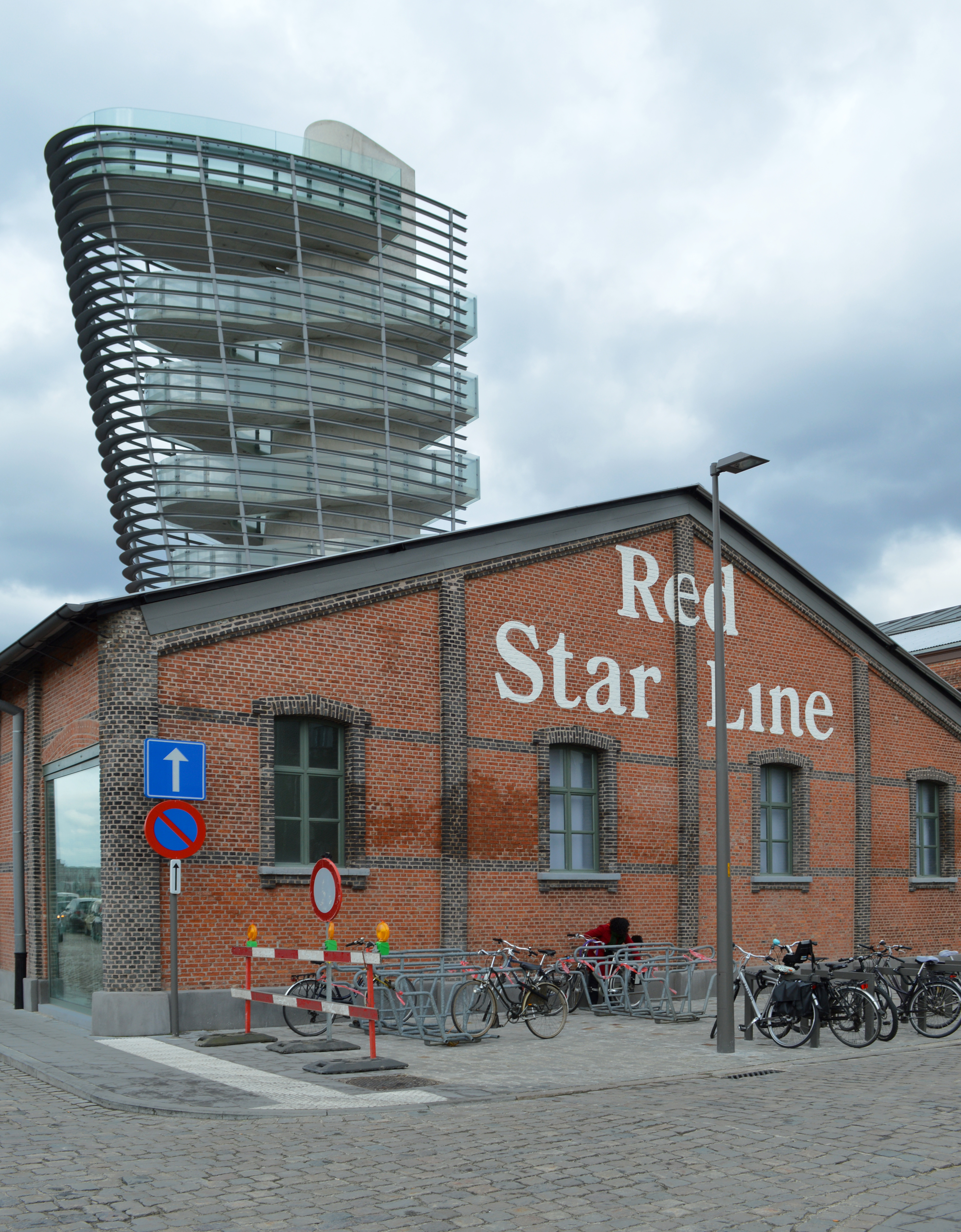
Museo de la Red Star Line en Amberes

Los antiguos almacenes de la Red Star Line en Amberes fueron designados como un hito y reabiertos como museo el 28 de septiembre de 2013. El enfoque principal del museo son las historias de viaje que podrían recuperarse a través de los familiares de los cerca de dos millones de pasajeros de la compañía. En la exposición, el visitante sigue las huellas de los viajeros desde la agencia de viajes en Varsovia hasta su llegada a Nueva York. El museo exhibe obras de arte que representan a los emigrantes de la Red Star por el artista Eugeen Van Mieghem (1875-1930), junto con recuerdos de la empresa pertenecientes a la colección de Robert Vervoort.
Alrededor de una cuarta parte de los dos millones de migrantes de la compañía eran judíos, en gran parte de Europa del Este hasta el éxodo impulsado por el ascenso del nazismo en Alemania. Entre ellos había muchas personas famosas, incluido el físico Albert Einstein, que viajaba regularmente en barcos de la empresa. Al enterarse de la confiscación nazi de sus posesiones, Einstein decidió no regresar a su país; su carta renunciando a la Academia Prusiana de Ciencias, en la papelería de la línea, es parte de la exhibición del museo. Otros emigrantes notables incluyeron al compositor Irving Berlin, que contaba con cinco años en aquel entonces.

## Cultura popular
La Red Star aparece representada en El Padrino II de Mario Puzo, cuando el joven Vito Corleone llega a Nueva York. Su credencial de identificación es de la misma compañía naviera.
El club de fútbol parisino Red Star FC lleva el nombre de la naviera, en cuyos barcos había viajado la ama de llaves inglesa de Jules Rimet, el fundador del club.
En la película Titanic de James Cameron se puede ver un almacén de los muelles de Southampton con un cartel de la Red Star Line. Este cartel se observa a través de la ventana del bar en el que Jack y Fabrizio obtienen los billetes para subir a bordo del RMS Titanic tras ganar en una partida de póquer.